# 安家镇 (五常市)
安家镇是中国黑龙江省哈尔滨市五常市下辖的一个镇，位于五常市北部。

## 行政区划
现辖：
房身岗村、灯塔村、铁西村、河东村、双跃村、民主村、双喜村、安家村、东升村和兴业村。